# カレル・ヴァン・ウォルフレン

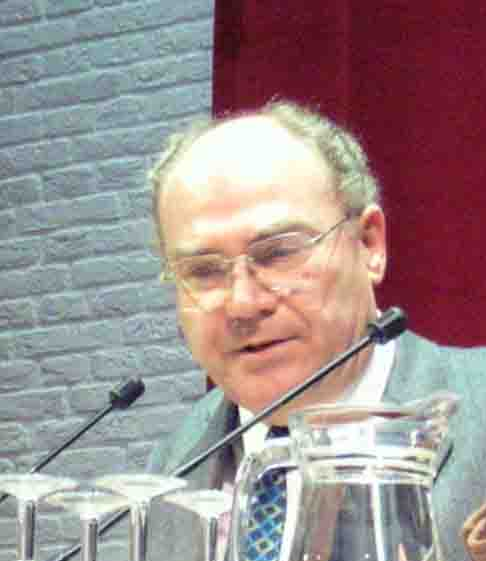
カレル・ヴァン・ウォルフレン (2005)

カレル・ヴァン・ウォルフレン（Karel van Wolferen、1941年4月 - ）は、オランダ・ロッテルダム出身のジャーナリスト、政治学者。アムステルダム大学比較政治・比較経済担当教授。2020年時点では同大名誉教授。
オランダ語の発音ではカーレル・ファン・ヴォルフェレンとなる。

## 来歴
高校卒業後、中近東各国とアジア各国を旅し、オランダの新聞『NRCハンデルスブラット（NRC Handelsblad）』の極東特派員となる。
日本における官僚を始めとする権力行使のあり方を分析し、責任中枢の欠如を指摘した初の著書『日本／権力構造の謎』を、1989年に発表。
1994年に上梓した『人間を幸福にしない日本というシステム』は、33万部のベストセラーとなる。管理されたリアリティの壁に隠された「システム（物事のなされ方）」の支配から日本人が脱すべきことを説き、論議を巻き起こした。特に「説明責任（アカウンタビリティー）」という言葉は広く知られる事となる。
同書は、薬害エイズ事件を起こした厚生省（現在の厚生労働省）を批判する市民運動の若者達の間では、半ば聖典とも化した。薬害エイズ事件における厚生省の責任を認めて謝罪した厚生大臣の菅直人を、「偉大な政治家」と賞賛した。
一方、官僚独裁主義を打破する改革者として小沢一郎を高く評価し、この時すでに官僚側の抵抗により、いずれその手先である検察庁に彼は狙われると予言していた。またマスコミの小沢たたきを批判し、官僚支配から脱却した政治主導への改革を小沢以外の誰が成し遂げられるのかとも主張していた。
アメリカ合衆国の覇権主義を非難しており、2004年のジョージ・ウォーカー・ブッシュの大統領再選を嘆いた。日本は対米従属路線を脱せよと訴える。
部落解放同盟の糾弾を受けたことがある。法務省は「確認・糾弾がそもそも違法である」としていながらも、事実上、糾弾を黙認していることについて、著書『日本・権力構造の謎』の中で「解放同盟の糾弾は人々に恐怖を与えるだけで、何の効果も、法的根拠もない。にもかかわらず、日本政府が糾弾を取り締まるどころか逆に解放同盟と連携して、法による差別解消を目指している団体（全解連のこと）を弾圧しているのは、政府自らが差別改善に取り組むよりも、解放同盟に丸投げした方がコストが安くつくからである」と指摘し、彼自身がその記述により糾弾され、抗議を受け、1990年10月30日に実現したウォルフレンとの公開討論会に参加し、部落解放同盟の小森龍邦は「部落差別かどうかの判定権は部落民にのみある」とする理論を展開。ウォルフレンは、この一件を「国際的スキャンダル」と表現した。詳しくは確認・糾弾、小森龍邦の項を参照。
2014年に起きたウクライナ危機を、「アメリカが中央ヨーロッパやアジア地域での支配権強化」を目論んで「欧州とロシアの関係を分断する」ために「ウクライナ国内の右翼勢力に資金援助を行なった」のが原因であり、日本は「プーチン大統領は『悪』で、世界にとって脅威だ」というアメリカのプロパガンダに騙されていると主張している。
新型コロナウイルス感染症については、「感染しても多くは症状がない。（本当は危険ではないのに）人為的に恐怖の風潮が作られている」「（米マイクロソフト共同創業者の）ビル・ゲイツはワクチンで我々に微粒子を注入し、全世界の70億人を監視するつもりだ」などとYouTube上の動画で語っており、毎日新聞の取材に「（新型コロナウイルス感染が拡大した）この1年半、壮大なごまかしやウソが続いている。その裏で何が起きているのか。それは全体主義的な権力の掌握です」などという持論を述べている。彼はこのような荒唐無稽な主張を展開するためにGezond Verstand（ヘゾンド・フェルスタンド。良識、共通認識、常識、コモン・センスという意味のオランダ語）なる陰謀論誌を立ち上げたが、これに対し以前の所属機関であるアムステルダム大学は、彼の言動が「科学研究及び事実に基づく情報の普及における信頼性を毀損するもの」として距離を置いている。ヴァン・ウォルフレンは、彼が陰謀論を広めていると非難するジャーナリストは「CIAからの命令を実行している」のだろうと主張している。

## 職歴
- 1972年 - 『NRCハンデルスブラット』東アジア特派員。
- 1982年〜1983年 - 日本外国特派員協会会長。
- 1997年6月 - アムステルダム大学政治経済制度比較論教授。

## 受賞歴
- 1987年 - フィリピン革命運動の報道により、オランダジャーリズム部門最高賞。

## 著書

### 単著
- 『日本／権力構造の謎（原題はThe Enigma of Japanese Power）』（早川書房、1990年、全2巻／［ハヤカワ文庫］、1994年、全2巻、上巻 ISBN 4150501777・下巻 ISBN 4150501785）
- 『日本をどうする!?――あきらめる前に、144の疑問』（早川書房、1991年、ISBN 4152034815）
- 『民は愚かに保て――日本／官僚、大新聞の本音』（小学館、1994年、ISBN 4093894310）
- 『人間を幸福にしない日本というシステム』（毎日新聞社、1994年、ISBN 4620310190／新潮社［新潮OH!文庫］、2000年10月、ISBN 410290008X／角川学芸出版［角川ソフィア文庫］、2012年12月、ISBN 4044094446）
- 『日本の知識人へ』（窓社、1995年、ISBN 4943983855）
- 『支配者を支配せよ――選挙／選挙後』（毎日新聞社、1996年、ISBN 4620311413）
- 『なぜ日本人は日本を愛せないのか――この不幸な国の行方』（毎日新聞社、1998年、ISBN 4620312118）
- 『怒れ!日本の中流階級』（毎日新聞社、1999年、ISBN 4620314110）
- 『アメリカを幸福にし世界を不幸にする不条理な仕組み』（ダイヤモンド社、2000年、ISBN 4478200637）
- 『日本という国をあなたのものにするために』（角川書店、2001年、ISBN 404791374X）
- 『快傑ウォルフレンの「日本ワイド劇場」』（プレジデント社、2001年、ISBN 4833417294）
- 『ウォルフレン教授のやさしい日本経済』（ダイヤモンド社、2002年、ISBN 4478200688）
- 『ブッシュ／世界を壊した権力の真実』（PHP研究所、2003年、ISBN 4569621589）
- 『アメリカからの「独立」が日本人を幸福にする』（実業之日本社、2003年、ISBN 4408322024）
- 『世界の明日が決する日――米大統領選後の世界はどうなるのか』（角川書店、2004年、ISBN 4047914908）
- 『世界が日本を認める日――もうアメリカの「属国」でいる必要はない』（PHP研究所、2005年、ISBN 4569638155）
- 『もう一つの鎖国――日本は世界で孤立する』（角川書店、2006年、ISBN 4047915262）
- 『日本人だけが知らないアメリカ「世界支配」の終わり』（徳間書店、2007年、ISBN 4198623627）
- 『アメリカとともに沈みゆく自由世界』（徳間書店、2010年、ISBN 4198630534／［徳間文庫］、2012年、ISBN 4198935386）
- 『誰が小沢一郎を殺すのか?――画策者なき陰謀』（角川書店、2011年、ISBN 404885089X／改題『人物破壊――誰が小沢一郎を殺すのか?』［角川文庫］、2012年、ISBN 4041002583）(朝日新聞が発行を禁止したため、現在は中古のみ)
- 『日本を追い込む5つの罠』（角川書店、2012年、ISBN 404110209X）

### 共著
- 『英語で取引する法――ビジネスマン英会話入門』（ビジネス社、 1969年）
- 『ビジネスマン英会話入門』（東京インターナショナル出版、1971年）
- 『年収300万円時代日本人のための幸福論』（森永卓郎共著、ダイヤモンド社、2005年、ISBN 4478703086）
- 『幸せを奪われた「働き蟻国家」日本―JAPANシステムの偽装と崩壊』（ベンジャミン・フルフォード共著、徳間書店、2006年、ISBN 4198621446）
- 『この国はまだ大丈夫か』（大下英治共著、青志社、2012年、ISBN 4905042410）
- 『独立の思考』（孫崎享共著、角川学芸出版、2013年、ISBN 4046532807）

## 動画
- 米国の変質と日米関係について - 日本記者クラブでの講演 (日本語通訳付き、2010年11月17日、1時間40分) - 要約ブログ記事